# 홍콩의 스포츠
홍콩의 스포츠는 문화의 중요한 부분을 차지한다. 19세기 후반까지 거슬러 올라가는 영국의 영향으로 인해 홍콩은 다른 아시아 지역에 비해 일찍부터 서양 육상 경기를 접하게 되었다.
참여율에서는 조깅, 수영, 배드민턴, 농구, 피트니스, 축구 순으로 참가자가 가장 많았다. 좋아하는 스포츠로는 배드민턴(27.5%), 수영(24%), 축구(18.4%), 농구(9.8%), 테니스(3.8%)가 가장 인기 있는 스포츠였다.
골프는 도시에 코스 수가 상대적으로 적음에도 불구하고 점점 인기가 높아지고 있는 스포츠이다. 2009년 홍콩은 V 동아시아 게임을 성공적으로 개최했으며 이는 홍콩에서 개최된 역대 최대 규모의 스포츠 행사였다. 기타 주요 국제 스포츠 행사로는 2008년 하계 올림픽 승마 대회, 홍콩 오픈 골프 챔피언십, 홍콩 세븐스, 홍콩 마라톤, AFC 아시안컵, EAFF 동아시아 컵, 홍콩 배드민턴 오픈, 홍콩 테니스 클래식, 프리미어 리그 아시아 트로피, 구정컵 등이 있다. 홍콩 선수들의 세계 순위가 향상되었다. 2010년 현재 세계 톱 20에는 7개 종목에 32명의 홍콩 선수가 있고, 아시아 톱 10에는 6개 종목에 29명의 선수가 있다. 더욱이, 홍콩은 2009년 장애인 선수들에게도 인상적인 성적을 거두었으며, 4번의 세계 선수권 대회와 2번의 아시아 챔피언을 획득했다.